# Gerardo Torrado
Gerardo Torrado Diez de Bonilla (Città del Messico, 30 aprile 1979) è un ex calciatore messicano, di ruolo centrocampista.

## Carriera

### Club
Ha debuttato da professionista nel campionato messicano nel settembre 1997, vestendo la maglia dell'UNAM Pumas, in una partita con l'UANL Tigres, vinta 4-2 dai Pumas. È uno dei pochi giocatori messicani ad aver giocato per molti anni all'estero, avendo militato per sei anni in quattro squadre della Primera División, il Tenerife, il Polideportivo Ejido, il Siviglia e il Racing Santander.
Il 30 ottobre 2017 si ritira dal calcio giocato.

### Nazionale
È stato un importante membro della nazionale messicana, con cui ha totalizzato 146 presenze e segnato 6 goal. Ha rappresentato il Messico sia a livello giovanile che professionistico: da giovane ha preso parte ai Mondiali U-20 1999, svoltisi in Nigeria, manifestazione in cui la squadra nordamericana raggiunse i quarti di finale. Da allora Torrado è regolarmente titolare nella nazionale maggiore. Ha partecipato alla Confederations Cup nel 1999 e nel 2005, e ai campionato del mondo 2002, rassegna nella quale segnò il gol decisivo nella vittoria per 2-1 sull'Ecuador.
Nel maggio 2006 il CT Ricardo Lavolpe lo ha incluso nella lista dei 23 messicani convocati per il campionato del mondo 2006 in Germania. Torrado è sceso in campo in tutti e quattro gli incontri disputati dalla nazionale.
Nella Copa América 2007 ha fatto parte dell'undici titolare che ha battuto il Brasile per 2-0.

## Statistiche

### Presenze e reti nei club
| Stagione           | Squadra            | Campionato         | Campionato | Campionato | Coppe nazionali | Coppe nazionali | Coppe nazionali | Coppe continentali | Coppe continentali | Coppe continentali | Altre coppe | Altre coppe | Altre coppe | Totale | Totale |
| Stagione           | Squadra            | Comp               | Pres       | Reti       | Comp            | Pres            | Reti            | Comp               | Pres               | Reti               | Comp        | Pres        | Reti        | Pres   | Reti   |
| ------------------ | ------------------ | ------------------ | ---------- | ---------- | --------------- | --------------- | --------------- | ------------------ | ------------------ | ------------------ | ----------- | ----------- | ----------- | ------ | ------ |
| 2000-2001          | Tenerife           | SD                 | 37         | 1          | CR              | 3               | 0               | -                  | -                  | -                  | -           | -           | -           | 40     | 1      |
| 2001-gen. 2002     | Poli Ejido         | SD                 | 12         | 0          | CR              | 1               | 0               | -                  | -                  | -                  | -           | -           | -           | 13     | 0      |
| gen.-giu. 2002     | Siviglia           | PD                 | 8          | 0          | CR              | -               | -               | -                  | -                  | -                  | -           | -           | -           | 8      | 0      |
| 2002-2003          | Siviglia           | PD                 | 22         | 0          | CR              | 4               | 1               | -                  | -                  | -                  | -           | -           | -           | 26     | 1      |
| 2003-2004          | Siviglia           | PD                 | 10         | 0          | CR              | 3               | 0               | -                  | -                  | -                  | -           | -           | -           | 13     | 0      |
| Totale Siviglia    | Totale Siviglia    | Totale Siviglia    | 40         | 0          |                 | 7               | 1               |                    | -                  | -                  |             | -           | -           | 47     | 1      |
| 2004-2005          | Racing Santander   | PD                 | 19         | 0          | CR              | 0               | 0               | -                  | -                  | -                  | -           | -           | -           | 19     | 0      |
| 2005-2006          | Cruz Azul          | PD                 | 27+2       | 3          | -               | -               | -               | -                  | -                  | -                  | -           | -           | -           | 29     | 3      |
| 2006-2007          | Cruz Azul          | PD                 | 29+5       | 2          | -               | -               | -               | -                  | -                  | -                  | -           | -           | -           | 34     | 2      |
| 2007-2008          | Cruz Azul          | PD                 | 31+10      | 2          | -               | -               | -               | -                  | -                  | -                  | SM          | 3           | 0           | 44     | 2      |
| 2008-2009          | Cruz Azul          | PD                 | 27+6       | 2+1        | -               | -               | -               | CCL                | 9                  | 2                  | -           | -           | -           | 42     | 5      |
| 2009-2010          | Cruz Azul          | PD                 | 24+6       | 0+1        | -               | -               | -               | CCL                | 6                  | 0                  | -           | -           | -           | 36     | 1      |
| 2010-2011          | Cruz Azul          | PD                 | 28+5       | 0          | -               | -               | -               | CCL                | 9                  | 0                  | -           | -           | -           | 42     | 0      |
| 2011-2012          | Cruz Azul          | PD                 | 16+2       | 0          | -               | -               | -               | CL                 | 1                  | 0                  | -           | -           | -           | 19     | 0      |
| 2012-2013          | Cruz Azul          | PD                 | 29+8       | 1          | CM              | 5               | 0               | -                  | -                  | -                  | -           | -           | -           | 42     | 1      |
| 2013-2014          | Cruz Azul          | PD                 | 22+4       | 0          | CM              | 0               | 0               | CCL                | 7                  | 1                  | -           | -           | -           | 33     | 1      |
| 2014-2015          | Cruz Azul          | PD                 | 31         | 0          | CM              | 0               | 0               | CCL                | 3                  | 1                  | Cmc         | 3           | 2           | 37     | 3      |
| 2015-gen. 2016     | Cruz Azul          | PD                 | 21         | 0          | CM              | 10              | 1               | -                  | -                  | -                  | -           | -           | -           | 31     | 1      |
| Totale Cruz Azul   | Totale Cruz Azul   | Totale Cruz Azul   | 285+48     | 10+2       |                 | 15              | 1               |                    | 35                 | 4                  |             | 6           | 2           | 389    | 19     |
| 2016               | Indy Eleven        | NASL               | 16+2       | 0          | USOC            | 0               | 0               | -                  | -                  | -                  | -           | -           | -           | 18     | 0      |
| 2017               | Indy Eleven        | NASL               | 22         | 2          | USOC            | 0               | 0               | -                  | -                  | -                  | -           | -           | -           | 22     | 2      |
| Totale Indy Eleven | Totale Indy Eleven | Totale Indy Eleven | 38+2       | 2          |                 | 0               | 0               |                    | -                  | -                  |             | -           | -           | 40     | 2      |
| Totale carriera    | Totale carriera    | Totale carriera    | 481        | 15         |                 | 26              | 2               |                    | 35                 | 4                  |             | 6           | 2           | 548    | 23     |

### Cronologia presenze e reti in nazionale
| Cronologia completa delle presenze e delle reti in nazionale ― Messico | Cronologia completa delle presenze e delle reti in nazionale ― Messico | Cronologia completa delle presenze e delle reti in nazionale ― Messico | Cronologia completa delle presenze e delle reti in nazionale ― Messico | Cronologia completa delle presenze e delle reti in nazionale ― Messico | Cronologia completa delle presenze e delle reti in nazionale ― Messico | Cronologia completa delle presenze e delle reti in nazionale ― Messico | Cronologia completa delle presenze e delle reti in nazionale ― Messico |
| Data                                                                   | Città                                                                  | In casa                                                                | Risultato                                                              | Ospiti                                                                 | Competizione                                                           | Reti                                                                   | Note                                                                   |
| ---------------------------------------------------------------------- | ---------------------------------------------------------------------- | ---------------------------------------------------------------------- | ---------------------------------------------------------------------- | ---------------------------------------------------------------------- | ---------------------------------------------------------------------- | ---------------------------------------------------------------------- | ---------------------------------------------------------------------- |
| 9-6-1999                                                               | Chicago                                                                | Messico                                                                | 2 – 2                                                                  | Argentina                                                              | Amichevole                                                             | -                                                                      | 61’                                                                    |
| 12-6-1999                                                              | Seul                                                                   | Corea del Sud                                                          | 1 – 1                                                                  | Messico                                                                | Amichevole                                                             | -                                                                      | 46’                                                                    |
| 18-6-1999                                                              | Seul                                                                   | Messico                                                                | 2 – 0                                                                  | Egitto                                                                 | Amichevole                                                             | -                                                                      |                                                                        |
| 3-7-1999                                                               | Ciudad del Este                                                        | Brasile                                                                | 2 – 1                                                                  | Messico                                                                | Coppa America 1999 - 1º turno                                          | -                                                                      | 46’                                                                    |
| 6-7-1999                                                               | Ciudad del Este                                                        | Messico                                                                | 3 – 1                                                                  | Venezuela                                                              | Coppa America 1999 - 1º turno                                          | -                                                                      | 46’                                                                    |
| 10-7-1999                                                              | Asunción                                                               | Perù                                                                   | 3 – 3 (2 – 4 dtr)                                                      | Messico                                                                | Coppa America 1999 - Quarti di finale                                  | 1                                                                      | Ammonizione                                                            |
| 14-7-1999                                                              | Ciudad del Este                                                        | Brasile                                                                | 2 – 0                                                                  | Messico                                                                | Coppa America 1999 - Semifinale                                        | -                                                                      |                                                                        |
| 17-7-1999                                                              | Asunción                                                               | Cile                                                                   | 1 – 2                                                                  | Messico                                                                | Coppa America 1999 - Finale 3º posto                                   | -                                                                      |                                                                        |
| 1-8-1999                                                               | Città del Messico                                                      | Stati Uniti                                                            | 0 – 1 dts                                                              | Messico                                                                | Conf. Cup 1999 - Quarti di finale                                      | -                                                                      | 58’                                                                    |
| 13-10-1999                                                             | Chicago                                                                | Messico                                                                | 0 – 1                                                                  | Paraguay                                                               | Amichevole                                                             | -                                                                      | 46’                                                                    |
| 20-10-1999                                                             | San Diego                                                              | Messico                                                                | 0 – 0                                                                  | Colombia                                                               | Amichevole                                                             | -                                                                      | 61’                                                                    |
| 27-10-1999                                                             | Houston                                                                | Messico                                                                | 0 – 0                                                                  | Ecuador                                                                | Amichevole                                                             | -                                                                      | Ammonizione                                                            |
| 9-1-2000                                                               | Oakland                                                                | Messico                                                                | 2 – 1                                                                  | Iran                                                                   | Amichevole                                                             | -                                                                      | 40’                                                                    |
| 5-2-2000                                                               | Hong Kong                                                              | Giappone                                                               | 0 – 1                                                                  | Messico                                                                | Carlsberg Cup                                                          | -                                                                      | 46’                                                                    |
| 13-2-2000                                                              | San Diego                                                              | Trinidad e Tobago                                                      | 0 – 4                                                                  | Messico                                                                | Gold Cup 2000 - 1º turno                                               | -                                                                      |                                                                        |
| 17-2-2000                                                              | Los Angeles                                                            | Guatemala                                                              | 1 – 1                                                                  | Messico                                                                | Gold Cup 2000 - 1º turno                                               | -                                                                      |                                                                        |
| 20-2-2000                                                              | San Diego                                                              | Canada                                                                 | 2 – 1 dts                                                              | Messico                                                                | Gold Cup 2000 - Quarti di finale                                       | -                                                                      |                                                                        |
| 4-6-2000                                                               | Chicago                                                                | Messico                                                                | 2 – 2                                                                  | Irlanda                                                                | USA Cup 2000                                                           | -                                                                      |                                                                        |
| 7-6-2000                                                               | Dallas                                                                 | Messico                                                                | 4 – 2                                                                  | Sudafrica                                                              | USA Cup 2000                                                           | -                                                                      | Ammonizione                                                            |
| 11-6-2000                                                              | East Rutherford                                                        | Stati Uniti                                                            | 3 – 0                                                                  | Messico                                                                | USA Cup 2000                                                           | -                                                                      |                                                                        |
| 20-6-2001                                                              | San Pedro Sula                                                         | Honduras                                                               | 3 – 1                                                                  | Messico                                                                | Qual. Mondiali 2002                                                    | -                                                                      | 56’ 57’                                                                |
| 1-7-2001                                                               | Città del Messico                                                      | Messico                                                                | 1 – 0                                                                  | Stati Uniti                                                            | Qual. Mondiali 2002                                                    | -                                                                      | 82’                                                                    |
| 12-7-2001                                                              | Cali                                                                   | Messico                                                                | 1 – 0                                                                  | Brasile                                                                | Coppa America 2001 - 1º turno                                          | -                                                                      |                                                                        |
| 18-7-2001                                                              | Cali                                                                   | Messico                                                                | 0 – 1                                                                  | Perù                                                                   | Coppa America 2001 - 1º turno                                          | -                                                                      |                                                                        |
| 22-7-2001                                                              | Pereira                                                                | Messico                                                                | 2 – 0                                                                  | Cile                                                                   | Coppa America 2001 - Quarti di finale                                  | -                                                                      |                                                                        |
| 25-7-2001                                                              | Pereira                                                                | Messico                                                                | 2 – 1                                                                  | Uruguay                                                                | Coppa America 2001 - Semifinale                                        | -                                                                      | 89’                                                                    |
| 29-7-2001                                                              | Bogotà                                                                 | Colombia                                                               | 1 – 0                                                                  | Messico                                                                | Coppa America 2001 - Finale                                            | -                                                                      | 22’, 90’                                                               |
| 7-10-2001                                                              | San José                                                               | Costa Rica                                                             | 0 – 0                                                                  | Messico                                                                | Qual. Mondiali 2002                                                    | -                                                                      |                                                                        |
| 11-11-2001                                                             | Città del Messico                                                      | Messico                                                                | 3 – 0                                                                  | Honduras                                                               | Qual. Mondiali 2002                                                    | -                                                                      | 30’ 46’                                                                |
| 14-11-2001                                                             | Huelva                                                                 | Spagna                                                                 | 1 – 0                                                                  | Messico                                                                | Amichevole                                                             | -                                                                      | 86’                                                                    |
| 17-4-2002                                                              | East Rutherford                                                        | Bulgaria                                                               | 0 – 1                                                                  | Messico                                                                | Amichevole                                                             | -                                                                      | 81’                                                                    |
| 12-5-2002                                                              | Città del Messico                                                      | Messico                                                                | 2 – 1                                                                  | Colombia                                                               | Amichevole                                                             | -                                                                      | 46’                                                                    |
| 16-5-2002                                                              | San Francisco                                                          | Messico                                                                | 1 – 0                                                                  | Bolivia                                                                | Amichevole                                                             | -                                                                      | 24’                                                                    |
| 3-6-2002                                                               | Niigata                                                                | Croazia                                                                | 0 – 1                                                                  | Messico                                                                | Mondiali 2002 - 1º turno                                               | -                                                                      |                                                                        |
| 9-6-2002                                                               | Sendai                                                                 | Messico                                                                | 2 – 1                                                                  | Ecuador                                                                | Mondiali 2002 - 1º turno                                               | 1                                                                      | 65’                                                                    |
| 13-6-2002                                                              | Ōita                                                                   | Italia                                                                 | 1 – 1                                                                  | Messico                                                                | Mondiali 2002 - 1º turno                                               | -                                                                      |                                                                        |
| 17-6-2002                                                              | Jeonju                                                                 | Stati Uniti                                                            | 2 – 0                                                                  | Messico                                                                | Mondiali 2002 - Ottavi di finale                                       | -                                                                      | 78’                                                                    |
| 31-3-2004                                                              | Guadalajara                                                            | Messico                                                                | 2 – 0                                                                  | Costa Rica                                                             | Amichevole                                                             | -                                                                      | 9’                                                                     |
| 19-6-2004                                                              | San Antonio                                                            | Rep. Dominicana                                                        | 0 – 10                                                                 | Messico                                                                | Qual. Mondiali 2006                                                    | -                                                                      | 62’                                                                    |
| 27-6-2004                                                              | Aguascalientes                                                         | Messico                                                                | 8 – 0                                                                  | Rep. Dominicana                                                        | Qual. Mondiali 2006                                                    | -                                                                      | 60’                                                                    |
| 10-7-2004                                                              | Chiclayo                                                               | Argentina                                                              | 0 – 1                                                                  | Messico                                                                | Coppa America 2004 - 1º turno                                          | -                                                                      | 65’                                                                    |
| 13-7-2004                                                              | Piura                                                                  | Messico                                                                | 2 – 1                                                                  | Ecuador                                                                | Coppa America 2004 - 1º turno                                          | -                                                                      |                                                                        |
| 18-7-2004                                                              | Piura                                                                  | Messico                                                                | 0 – 4                                                                  | Brasile                                                                | Coppa America 2004 - Quarti di finale                                  | -                                                                      | 60’                                                                    |
| 16-6-2005                                                              | Hannover                                                               | Giappone                                                               | 1 – 2                                                                  | Messico                                                                | Conf. Cup 2005 - 1º turno                                              | -                                                                      | 46’                                                                    |
| 22-6-2005                                                              | Francoforte sul Meno                                                   | Grecia                                                                 | 0 – 0                                                                  | Messico                                                                | Conf. Cup 2005 - 1º turno                                              | -                                                                      | 61’                                                                    |
| 26-6-2005                                                              | Hannover                                                               | Messico                                                                | 1 – 1 dts (5 – 6 dtr)                                                  | Argentina                                                              | Conf. Cup 2005 - Semifinale                                            | -                                                                      | 90+4’                                                                  |
| 17-8-2005                                                              | Città del Messico                                                      | Messico                                                                | 2 – 0                                                                  | Costa Rica                                                             | Qual. Mondiali 2006                                                    | -                                                                      | 46’                                                                    |
| 3-9-2005                                                               | Columbus                                                               | Stati Uniti                                                            | 2 – 0                                                                  | Messico                                                                | Qual. Mondiali 2006                                                    | -                                                                      |                                                                        |
| 8-10-2005                                                              | San Luis Potosí                                                        | Messico                                                                | 5 – 2                                                                  | Costa Rica                                                             | Qual. Mondiali 2006                                                    | -                                                                      | 55’                                                                    |
| 14-12-2005                                                             | Budapest                                                               | Ungheria                                                               | 0 – 2                                                                  | Messico                                                                | Amichevole                                                             | -                                                                      |                                                                        |
| 1-3-2006                                                               | Frisco                                                                 | Ghana                                                                  | 0 – 1                                                                  | Messico                                                                | Amichevole                                                             | -                                                                      | 69’                                                                    |
| 29-3-2006                                                              | Chicago                                                                | Messico                                                                | 2 – 1                                                                  | Paraguay                                                               | Amichevole                                                             | -                                                                      | 75’                                                                    |
| 5-5-2006                                                               | Pasadena                                                               | Messico                                                                | 1 – 0                                                                  | Venezuela                                                              | Amichevole                                                             | -                                                                      | 46’                                                                    |
| 12-5-2006                                                              | Città del Messico                                                      | Messico                                                                | 2 – 1                                                                  | RD del Congo                                                           | Amichevole                                                             | -                                                                      |                                                                        |
| 27-5-2006                                                              | Saint-Denis                                                            | Francia                                                                | 1 – 0                                                                  | Messico                                                                | Amichevole                                                             | -                                                                      | 74’                                                                    |
| 1-6-2006                                                               | Eindhoven                                                              | Paesi Bassi                                                            | 2 – 1                                                                  | Messico                                                                | Amichevole                                                             | -                                                                      | 46’                                                                    |
| 11-6-2006                                                              | Norimberga                                                             | Messico                                                                | 3 – 1                                                                  | Iran                                                                   | Mondiali 2006 - 1º turno                                               | -                                                                      | 18’ 46’                                                                |
| 16-6-2006                                                              | Norimberga                                                             | Messico                                                                | 0 – 0                                                                  | Angola                                                                 | Mondiali 2006 - 1º turno                                               | -                                                                      |                                                                        |
| 24-6-2006                                                              | Lipsia                                                                 | Argentina                                                              | 2 – 1 dts                                                              | Messico                                                                | Mondiali 2006 - Ottavi di finale                                       | -                                                                      | 38’ 118’                                                               |
| 7-2-2007                                                               | Detroit                                                                | Stati Uniti                                                            | 2 – 0                                                                  | Messico                                                                | Amichevole                                                             | -                                                                      | 59’ 60’                                                                |
| 28-2-2007                                                              | San Diego                                                              | Venezuela                                                              | 1 – 3                                                                  | Messico                                                                | Amichevole                                                             | -                                                                      | 68’ 71’                                                                |
| 25-3-2007                                                              | Monterrey                                                              | Messico                                                                | 2 – 1                                                                  | Paraguay                                                               | Amichevole                                                             | -                                                                      |                                                                        |
| 2-6-2007                                                               | San Luis Potosí                                                        | Messico                                                                | 4 – 0                                                                  | Iran                                                                   | Amichevole                                                             | 1                                                                      |                                                                        |
| 5-6-2007                                                               | Città del Messico                                                      | Messico                                                                | 0 – 1                                                                  | Paraguay                                                               | Amichevole                                                             | -                                                                      |                                                                        |
| 8-6-2007                                                               | East Rutherford                                                        | Messico                                                                | 2 – 1                                                                  | Cuba                                                                   | Gold Cup 2007 - 1º turno                                               | -                                                                      | 78’                                                                    |
| 10-6-2007                                                              | East Rutherford                                                        | Honduras                                                               | 2 – 1                                                                  | Messico                                                                | Gold Cup 2007 - 1º turno                                               | -                                                                      |                                                                        |
| 13-6-2007                                                              | Houston                                                                | Messico                                                                | 1 – 0                                                                  | Panama                                                                 | Gold Cup 2007 - 1º turno                                               | -                                                                      |                                                                        |
| 17-6-2007                                                              | Houston                                                                | Messico                                                                | 1 – 0 dts                                                              | Costa Rica                                                             | Gold Cup 2007 - Quarti di finale                                       | -                                                                      | 53’ 76’                                                                |
| 21-6-2007                                                              | Chicago                                                                | Messico                                                                | 1 – 0                                                                  | Guadalupa                                                              | Gold Cup 2007 - Semifinale                                             | -                                                                      | 58’ 70’                                                                |
| 27-6-2007                                                              | Puerto Ordaz                                                           | Brasile                                                                | 0 – 2                                                                  | Messico                                                                | Coppa America 2007 - 1º turno                                          | -                                                                      |                                                                        |
| 1-7-2007                                                               | Maturín                                                                | Messico                                                                | 2 – 1                                                                  | Ecuador                                                                | Coppa America 2007 - 1º turno                                          | -                                                                      |                                                                        |
| 8-7-2007                                                               | Maturín                                                                | Messico                                                                | 6 – 0                                                                  | Paraguay                                                               | Coppa America 2007 - Quarti di finale                                  | 1                                                                      |                                                                        |
| 11-7-2007                                                              | Puerto Ordaz                                                           | Messico                                                                | 0 – 3                                                                  | Argentina                                                              | Coppa America 2007 - Semifinale                                        | -                                                                      | 43’ 46’                                                                |
| 14-7-2007                                                              | Caracas                                                                | Messico                                                                | 3 – 1                                                                  | Uruguay                                                                | Coppa America 2007 - Finale 3º posto                                   | -                                                                      |                                                                        |
| 22-8-2007                                                              | Commerce City                                                          | Messico                                                                | 0 – 1                                                                  | Colombia                                                               | Amichevole                                                             | -                                                                      |                                                                        |
| 9-9-2007                                                               | Puebla                                                                 | Messico                                                                | 1 – 0                                                                  | Panama                                                                 | Amichevole                                                             | -                                                                      |                                                                        |
| 12-9-2007                                                              | Foxborough                                                             | Brasile                                                                | 3 – 1                                                                  | Messico                                                                | Amichevole                                                             | -                                                                      | 59’ 88’                                                                |
| 14-10-2007                                                             | Ciudad Juárez                                                          | Messico                                                                | 2 – 2                                                                  | Nigeria                                                                | Amichevole                                                             | -                                                                      | 59’                                                                    |
| 6-2-2008                                                               | Houston                                                                | Stati Uniti                                                            | 2 – 2                                                                  | Messico                                                                | Amichevole                                                             | -                                                                      | 90+2’                                                                  |
| 26-3-2008                                                              | Londra                                                                 | Messico                                                                | 2 – 1                                                                  | Ghana                                                                  | Amichevole                                                             | -                                                                      |                                                                        |
| 4-6-2008                                                               | San Diego                                                              | Argentina                                                              | 4 – 1                                                                  | Messico                                                                | Amichevole                                                             | -                                                                      | 13’ 73’                                                                |
| 8-6-2008                                                               | Chicago                                                                | Messico                                                                | 4 – 0                                                                  | Perù                                                                   | Amichevole                                                             | -                                                                      | 36’ 59’                                                                |
| 15-6-2008                                                              | Houston                                                                | Belize                                                                 | 0 – 2                                                                  | Messico                                                                | Qual. Mondiali 2010                                                    | -                                                                      | 46’                                                                    |
| 6-9-2008                                                               | Città del Messico                                                      | Messico                                                                | 3 – 0                                                                  | Giamaica                                                               | Qual. Mondiali 2010                                                    | -                                                                      | 61’                                                                    |
| 10-9-2008                                                              | Tijuana                                                                | Messico                                                                | 2 – 1                                                                  | Canada                                                                 | Qual. Mondiali 2010                                                    | -                                                                      |                                                                        |
| 11-10-2008                                                             | Kingston                                                               | Giamaica                                                               | 1 – 0                                                                  | Messico                                                                | Qual. Mondiali 2010                                                    | -                                                                      |                                                                        |
| 15-10-2008                                                             | Edmonton                                                               | Canada                                                                 | 2 – 2                                                                  | Messico                                                                | Qual. Mondiali 2010                                                    | -                                                                      |                                                                        |
| 12-11-2008                                                             | Phoenix                                                                | Messico                                                                | 2 – 1                                                                  | Ecuador                                                                | Amichevole                                                             | -                                                                      | 67’                                                                    |
| 19-11-2008                                                             | San Pedro Sula                                                         | Honduras                                                               | 1 – 0                                                                  | Messico                                                                | Qual. Mondiali 2010                                                    | -                                                                      | 78’, 89’                                                               |
| 11-3-2009                                                              | Commerce City                                                          | Messico                                                                | 5 – 1                                                                  | Bolivia                                                                | Amichevole                                                             | -                                                                      |                                                                        |
| 28-3-2009                                                              | Città del Messico                                                      | Messico                                                                | 2 – 0                                                                  | Costa Rica                                                             | Qual. Mondiali 2010                                                    | -                                                                      | 79’                                                                    |
| 6-6-2009                                                               | San Salvador                                                           | El Salvador                                                            | 2 – 1                                                                  | Messico                                                                | Qual. Mondiali 2010                                                    | -                                                                      | 84’                                                                    |
| 24-6-2009                                                              | Atlanta                                                                | Messico                                                                | 4 – 0                                                                  | Venezuela                                                              | Amichevole                                                             | -                                                                      | 23’                                                                    |
| 5-7-2009                                                               | Oakland                                                                | Messico                                                                | 2 – 0                                                                  | Nicaragua                                                              | Gold Cup 2009 - 1º turno                                               | -                                                                      |                                                                        |
| 9-7-2009                                                               | Houston                                                                | Messico                                                                | 1 – 1                                                                  | Panama                                                                 | Gold Cup 2009 - 1º turno                                               | -                                                                      | 13’                                                                    |
| 12-7-2009                                                              | Phoenix                                                                | Messico                                                                | 2 – 1                                                                  | Guadalupa                                                              | Gold Cup 2009 - 1º turno                                               | 1                                                                      |                                                                        |
| 19-7-2009                                                              | Arlington                                                              | Messico                                                                | 4 – 0                                                                  | Haiti                                                                  | Gold Cup 2009 - 1º turno                                               | -                                                                      |                                                                        |
| 23-7-2009                                                              | Chicago                                                                | Costa Rica                                                             | 1 – 1 dts (3 – 5 dtr)                                                  | Messico                                                                | Gold Cup 2009 - Semifinale                                             | -                                                                      | 20’                                                                    |
| 26-7-2009                                                              | Harrison                                                               | Stati Uniti                                                            | 0 – 5                                                                  | Messico                                                                | Gold Cup 2009 - Finale                                                 | 1                                                                      |                                                                        |
| 12-8-2009                                                              | Monterrey                                                              | Messico                                                                | 2 – 1                                                                  | Stati Uniti                                                            | Qual. Mondiali 2010                                                    | -                                                                      | 75’                                                                    |
| 5-9-2009                                                               | San José                                                               | Costa Rica                                                             | 0 – 3                                                                  | Messico                                                                | Qual. Mondiali 2010                                                    | -                                                                      | 41’                                                                    |
| 30-9-2009                                                              | Dallas                                                                 | Messico                                                                | 1 – 2                                                                  | Colombia                                                               | Amichevole                                                             | -                                                                      | 46’                                                                    |
| 10-10-2009                                                             | Città del Messico                                                      | Messico                                                                | 4 – 1                                                                  | El Salvador                                                            | Qual. Mondiali 2010                                                    | -                                                                      |                                                                        |
| 14-10-2009                                                             | Port of Spain                                                          | Trinidad e Tobago                                                      | 2 – 2                                                                  | Messico                                                                | Qual. Mondiali 2010                                                    | -                                                                      |                                                                        |
| 24-2-2010                                                              | San Francisco                                                          | Messico                                                                | 5 – 0                                                                  | Bolivia                                                                | Amichevole                                                             | -                                                                      |                                                                        |
| 3-3-2010                                                               | Los Angeles                                                            | Messico                                                                | 2 – 0                                                                  | Nuova Zelanda                                                          | Amichevole                                                             | -                                                                      | 46’                                                                    |
| 24-3-2010                                                              | Miami                                                                  | Messico                                                                | 0 – 0                                                                  | Islanda                                                                | Amichevole                                                             | -                                                                      |                                                                        |
| 7-5-2010                                                               | East Rutherford                                                        | Ecuador                                                                | 0 – 0                                                                  | Messico                                                                | Amichevole                                                             | -                                                                      |                                                                        |
| 10-5-2010                                                              | Chicago                                                                | Messico                                                                | 1 – 0                                                                  | Senegal                                                                | Amichevole                                                             | -                                                                      |                                                                        |
| 13-5-2010                                                              | Houston                                                                | Angola                                                                 | 0 – 1                                                                  | Messico                                                                | Amichevole                                                             | -                                                                      | 43’ 70’                                                                |
| 16-5-2010                                                              | Città del Messico                                                      | Messico                                                                | 1 – 0                                                                  | Cile                                                                   | Amichevole                                                             | -                                                                      |                                                                        |
| 24-5-2010                                                              | Londra                                                                 | Inghilterra                                                            | 3 – 1                                                                  | Messico                                                                | Amichevole                                                             | -                                                                      |                                                                        |
| 26-5-2010                                                              | Friburgo in Brisgovia                                                  | Paesi Bassi                                                            | 2 – 1                                                                  | Messico                                                                | Amichevole                                                             | -                                                                      | 88’                                                                    |
| 3-6-2010                                                               | Bruxelles                                                              | Italia                                                                 | 1 – 2                                                                  | Messico                                                                | Amichevole                                                             | -                                                                      | 81’                                                                    |
| 11-6-2010                                                              | Johannesburg                                                           | Sudafrica                                                              | 1 – 1                                                                  | Messico                                                                | Mondiali 2010 - 1º turno                                               | -                                                                      | 57’                                                                    |
| 17-6-2010                                                              | Polokwane                                                              | Francia                                                                | 0 – 2                                                                  | Messico                                                                | Mondiali 2010 - 1º turno                                               | -                                                                      |                                                                        |
| 22-6-2010                                                              | Rustenburg                                                             | Messico                                                                | 0 – 1                                                                  | Uruguay                                                                | Mondiali 2010 - 1º turno                                               | -                                                                      |                                                                        |
| 27-6-2010                                                              | Johannesburg                                                           | Argentina                                                              | 3 – 1                                                                  | Messico                                                                | Mondiali 2010 - Ottavi di finale                                       | -                                                                      |                                                                        |
| 11-8-2010                                                              | Città del Messico                                                      | Messico                                                                | 1 – 1                                                                  | Spagna                                                                 | Amichevole                                                             | -                                                                      |                                                                        |
| 4-9-2010                                                               | Città del Messico                                                      | Messico                                                                | 1 – 2                                                                  | Ecuador                                                                | Amichevole                                                             | -                                                                      | 49’ 75’                                                                |
| 7-9-2010                                                               | Monterrey                                                              | Messico                                                                | 1 – 0                                                                  | Colombia                                                               | Amichevole                                                             | -                                                                      | 55’ 90+3’                                                              |
| 9-2-2011                                                               | Atlanta                                                                | Messico                                                                | 2 – 0                                                                  | Bosnia ed Erzegovina                                                   | Amichevole                                                             | -                                                                      |                                                                        |
| 26-3-2011                                                              | Oakland                                                                | Messico                                                                | 3 – 1                                                                  | Paraguay                                                               | Amichevole                                                             | -                                                                      |                                                                        |
| 29-3-2011                                                              | San Diego                                                              | Messico                                                                | 1 – 1                                                                  | Venezuela                                                              | Amichevole                                                             | -                                                                      | 46’                                                                    |
| 28-5-2011                                                              | Seattle                                                                | Messico                                                                | 1 – 1                                                                  | Ecuador                                                                | Amichevole                                                             | -                                                                      |                                                                        |
| 1-6-2011                                                               | Denver                                                                 | Messico                                                                | 3 – 0                                                                  | Nuova Zelanda                                                          | Amichevole                                                             | -                                                                      | 51’                                                                    |
| 5-6-2011                                                               | Arlington                                                              | Messico                                                                | 5 – 0                                                                  | El Salvador                                                            | Gold Cup 2011 - 1º turno                                               | -                                                                      |                                                                        |
| 9-6-2011                                                               | Charlotte                                                              | Messico                                                                | 5 – 0                                                                  | Cuba                                                                   | Gold Cup 2011 - 1º turno                                               | -                                                                      |                                                                        |
| 12-6-2011                                                              | Chicago                                                                | Messico                                                                | 4 – 1                                                                  | Costa Rica                                                             | Gold Cup 2011 - 1º turno                                               | -                                                                      |                                                                        |
| 18-6-2011                                                              | East Rutherford                                                        | Messico                                                                | 2 – 1                                                                  | Guatemala                                                              | Gold Cup 2011 - Quarti di finale                                       | -                                                                      |                                                                        |
| 22-6-2011                                                              | Houston                                                                | Messico                                                                | 2 – 0 dts                                                              | Honduras                                                               | Gold Cup 2011 - Semifinale                                             | -                                                                      | 37’                                                                    |
| 25-6-2011                                                              | Pasadena                                                               | Messico                                                                | 4 – 2                                                                  | Stati Uniti                                                            | Gold Cup 2011 - Finale                                                 | -                                                                      |                                                                        |
| 10-8-2011                                                              | Filadelfia                                                             | Stati Uniti                                                            | 1 – 1                                                                  | Messico                                                                | Amichevole                                                             | -                                                                      | 86’                                                                    |
| 2-9-2011                                                               | Varsavia                                                               | Polonia                                                                | 1 – 1                                                                  | Messico                                                                | Amichevole                                                             | -                                                                      |                                                                        |
| 4-9-2011                                                               | Barcellona                                                             | Messico                                                                | 1 – 0                                                                  | Cile                                                                   | Amichevole                                                             | -                                                                      | 85’                                                                    |
| 11-9-2012                                                              | Città del Messico                                                      | Messico                                                                | 1 – 0                                                                  | Costa Rica                                                             | Qual. Mondiali 2014                                                    | -                                                                      | 81’                                                                    |
| 12-10-2012                                                             | Houston                                                                | Guyana                                                                 | 0 – 5                                                                  | Messico                                                                | Qual. Mondiali 2014                                                    | -                                                                      | 39’                                                                    |
| 17-4-2013                                                              | Houston                                                                | Perù                                                                   | 0 – 0                                                                  | Messico                                                                | Amichevole                                                             | -                                                                      | 46’                                                                    |
| 31-5-2013                                                              | Houston                                                                | Messico                                                                | 2 – 2                                                                  | Nigeria                                                                | Amichevole                                                             | -                                                                      | 40’ (aut.) 46’                                                         |
| 4-6-2013                                                               | Kingston                                                               | Giamaica                                                               | 0 – 1                                                                  | Messico                                                                | Qual. Mondiali 2014                                                    | -                                                                      | 85’                                                                    |
| 7-6-2013                                                               | Panama                                                                 | Panama                                                                 | 0 – 0                                                                  | Messico                                                                | Qual. Mondiali 2014                                                    | -                                                                      |                                                                        |
| 16-6-2013                                                              | Rio de Janeiro                                                         | Messico                                                                | 1 – 2                                                                  | Italia                                                                 | Conf. Cup 2013 - 1º turno                                              | -                                                                      |                                                                        |
| 19-6-2013                                                              | Fortaleza                                                              | Brasile                                                                | 2 – 0                                                                  | Messico                                                                | Conf. Cup 2013 - 1º turno                                              | -                                                                      | 88’                                                                    |
| 22-6-2013                                                              | Belo Horizonte                                                         | Giappone                                                               | 1 – 2                                                                  | Messico                                                                | Conf. Cup 2013 - 1º turno                                              | -                                                                      |                                                                        |
| 14-8-2013                                                              | New York                                                               | Messico                                                                | 4 – 1                                                                  | Costa d'Avorio                                                         | Amichevole                                                             | -                                                                      | 62’                                                                    |
| 6-9-2013                                                               | Città del Messico                                                      | Messico                                                                | 1 – 2                                                                  | Honduras                                                               | Qual. Mondiali 2014                                                    | -                                                                      | 54’ 69’                                                                |
| Totale                                                                 |                                                                        | Presenze (4º posto)                                                    | 146                                                                    |                                                                        | Reti                                                                   | 6                                                                      |                                                                        |

## Palmarès

### Club

#### Competizioni nazionali
- Copa México: 1

Clausura 2013

#### Competizioni internazionali
- CONCACAF Champions League: 1

2013-2014

### Nazionale
- Confederations Cup: 1

Messico 1999
- Gold Cup: 3

Stati Uniti/Messico 2003, Stati Uniti 2009, Stati Uniti 2011

### Individuale
- Miglior centrocampista difensivo della Primera División de México: 2

Apertura 2009, Clausura 2011
- CONCACAF Gold Cup Best XI: 1

Stati Uniti 2009
- Capocannoniere della Coppa del mondo per club FIFA: 1

2014 (2 gol, a pari merito con Gareth Bale e Sergio Ramos)